# Maué
Maué (Mawé, Sataré-Mawé, Sateré-Maué, Mauhé, Andirá, Magúe), pleme američkih Indijanaca porodice Mawe-Satere, nastanjeno u brazilskim državama Pará i Amazonas duž rijeka Andirá i Maués. Ovaj kraj nalazi se između donjeg Tapajósa i donje Madeire i tu imaju više od 14 sela. Pleme broji oko 9,000 duša  (1994 SIL).
Maué su Indijanci za koje je Claude Lévi-Strauss rekao da su gotovo jedini proizvođači guarane, tvrdog tijesta kestenjaste boje koje se dobiva od plodova lijane Paullinia cupana (sin. Paullinia sorbilis), popularno nazvane guaraná. Za njih je veoma značajno da se tijesto isitni na koščatom jeziku ribe pirarucu što se čuva u torbi od jelenje kože. Uz guaranu proizvode i kasavu, a veliki dio tog proizvoda prodaju u obližnjim gradovima Maués, Barreirinha i Parintins. 
Maué su i vješti obrtnici raznih proizvoda od vlati lišća caranã, arumã i drugog amazonskog bilja, od kojega izrađuju torbe, sita, šešire i tipiti-cijevi cilindričnog oblika, koje služe za izažimanje otrova iz manioke.